# Giusto Bellavitis

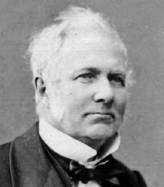
Giusto Bellavitis

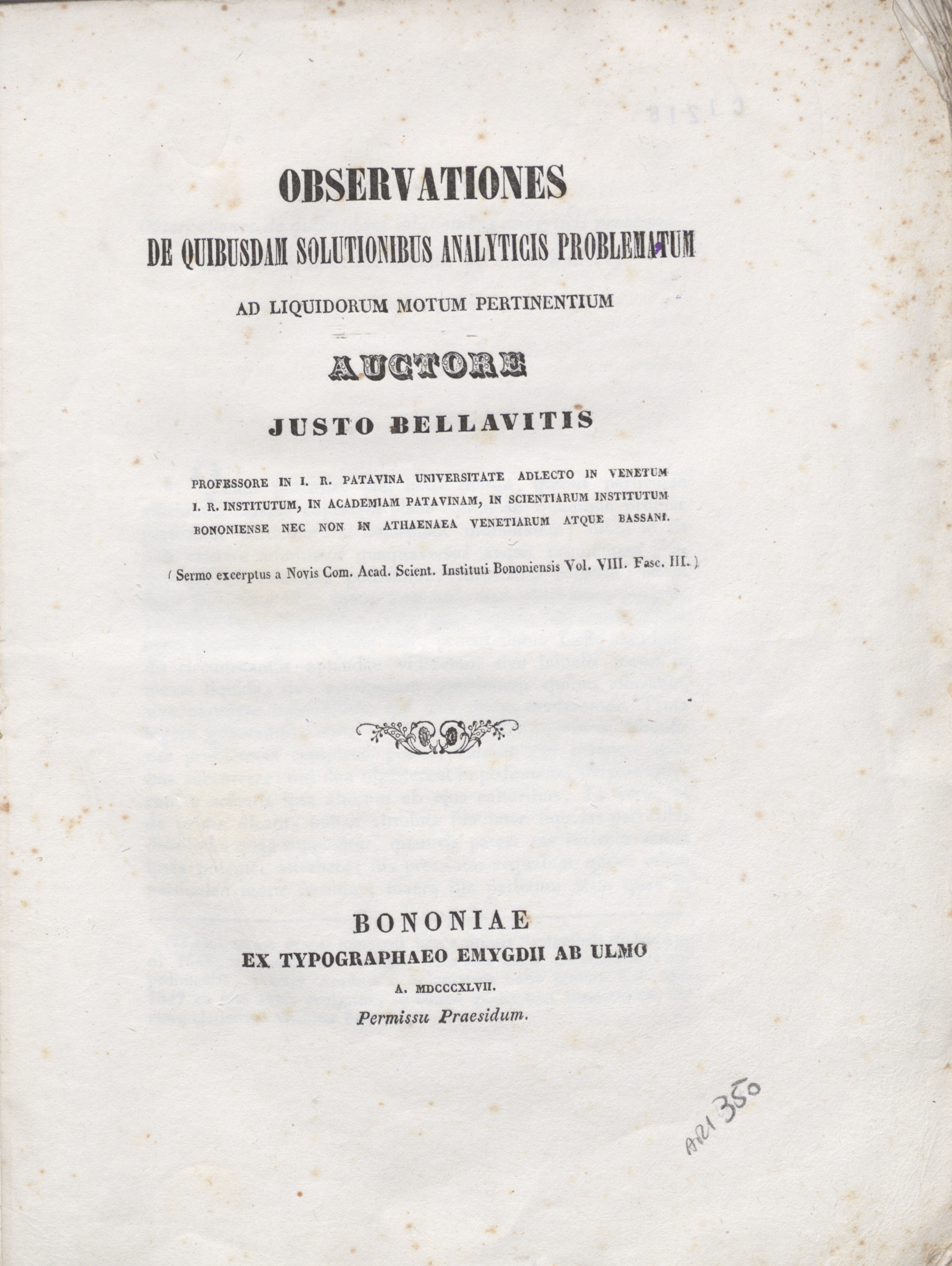
Observationes de quibusdam solutionibus analyticis (1847)

Giusto Bellavitis (* 22. November 1803 in Bassano del Grappa; † 6. November 1880 in Tezze sul Brenta bei Bassano del Grappa) war ein italienischer Mathematiker und Politiker.
Bellavitis stammte aus einem Patriziergeschlecht in Bassano, seine Familie war aber nicht wohlhabend. Er besuchte keine Schule, sondern wurde von seinem Vater zu Hause unterrichtet. Dabei erwachte sein mathematisches Interesse und er studierte Mathematik hauptsächlich autodidaktisch durch Literaturstudium. Ab 1822 arbeitete er wie sein Vater für die Stadtverwaltung, bis 1832 allerdings unbezahlt. In seiner freien Zeit befasste er sich mit Mathematik und insbesondere Geometrie, worüber er ab 1834 veröffentlichte.  1843 wurde er Mathematikprofessor in Vicenza, was es ihm ermöglichte seine langjährige Verlobte zu heiraten, und 1845 Professor für Geometrie in Padua, ab 1867 den Lehrstuhl für analytische und komplementäre Algebra. 1866 wurde er zum Senator des Königreichs Italien ernannt.
Er führte 1835 ein Konzept der Richtungsabhängigkeit von Linien in der euklidischen Geometrie ein (equipollence), das ihm einen Platz unter den Vorläufern des Vektor-Begriffs verschafft.
Er befasste sich auch mit algebraischer Geometrie (unter anderem Vervollständigung von Newtons Klassifikation der Kubiken) und schrieb ein Lehrbuch der Darstellenden Geometrie. Neben Geometrie befasste er sich mit Wahrscheinlichkeitstheorie, den Quaternionen von William Rowan Hamilton (die er ab 1858 in seinen geometrischen Kalkül einordnete, nachdem er das schon frühzeitig 1832 bei den komplexen Zahlen getan hatte), Optik, Elektrizitätslehre und Mechanik, Algebra (Gleichungstheorie in Anschluss an Paolo Ruffini) und Zahlentheorie.
1879 wurde er Mitglied der Accademia dei Lincei, 1850 der Accademia delle Scienze di Torino in Turin und 1840 des Istituto Veneto.

## Schriften (Auswahl)
- Saggio sull’algebra degli immaginarii. In: Memorie dell’ I. R. Istituto Veneto di Scienze, Lettere ed Arti. Band 4, 1852, S. 243–344.
- Sposizione del Metodo delle Equipollenze. Memoria. Tipi della Regio-Ducal Camera, Modena 1854, (Digitalisat; auch in: Memorie di matematica e di fisica della Società italiana delle Scienze residente in Modena. Band 25, Teil 2, 1855, S. 225–309.)
- Calcolo dei Quaternioni di W. R. Hamilton e sua Relazione col Metodo delle Equipollenze. Memoria. Tipi della Regio-Ducal Camera, Modena 1858, (Digitalisat; auch in: Memorie di matematica e di fisica della Società italiana delle Scienze. Serie 2, Band 1, 1862, S. 126–184.).
- Lezioni di Geometria Descrittiva. Tipi del Seminario, Padua 1851, (Digitalisat).